# Edme-Jean Pigal
Edme-Jean Pigal, né à Paris le 10 février 1794 et mort à Sens le 17 septembre 1872, est un peintre de genre, dessinateur, graveur et lithographe français.

## Biographie
Élève de Antoine-Jean Gros, Pigal figura aux salons de 1827 à 1870. Pigal est surtout connu pour les amusantes caricatures, les scènes de mœurs populaires qu’il lithographia avec beaucoup de bonhommie et qui resteront son legs le plus précieux.
Après 1838, il se tourna plus vers la peinture, les scènes religieuses et historiques, issues de commandes publiques.
Il a passé ses dernières années comme professeur d'art au Lycée de Sens.
Beatrice Farwell écrivit de lui: « Des années 1820 à la fin des années 1830, Pigal a produit de nombreuses lithographies caricaturant les coutumes de son époque et les classes sociales, ridiculisant l'hypocrisie de la bourgeoisie et la "vulgarité" des classes ouvrières. Ses sujets préférés étaient les gamins des rues de Paris, les domestiques, les cochers, les concierges, et les vieux garçons »
La caricature de Pigal était plus proche de l'art satirique anglais, que des satires politiques et sociales de ses contemporains français, Daumier et Paul Gavarni. C'est sans doute la raison pour laquelle les lithographies de Pigal étaient très populaires en Grande-Bretagne et que certaines ont été éditées avec la légende en anglais.

## Quelques œuvres
- Les Loupes & Les Tics , Album comique de pathologie pittoresque Tardieu 1823  ;
- La Fontaine de jouvence, Palais des beaux-arts de Lille ;
- Musiciens ambulants, Musée de Grenoble ;
- Épidémie de choléra, Musée des beaux-arts de Valenciennes ;
- Un Clou chasse l’autre, San Francisco De Young Museum.